# Stanisław Staszic
Stanisław Wawrzyniec Staszic (Piła, 6 novembre 1755 – Varsavia, 20 gennaio 1826) è stato un presbitero, filosofo, scrittore, educatore, geologo, poeta, traduttore e statista polacco. Eminente figura dell'Illuminismo, contribuì a varie riforme politiche, sociali e tecnologiche nella sua nazione. Panslavista (dopo il 1815) e sostenitore della politica del laissez-faire, è ricordato per i suoi scritti politici nel periodo del "grande Sejm" del 1788-1792 e per il suo appoggio alla Costituzione polacca di maggio (1791), adottata da quella assemblea.
Fu cofondatore della Towarzystwo Przyjaciół Nauk a Varsavia, istituzione che poi divenne la Accademia polacca delle scienze. Ricoprì vari incarichi politici del Ducato di Varsavia e fu ministro del commercio e dell'industria nel Regno del Congresso. È ricordato come padre degli studi di geologia, statistica, sociologia e scienze dell'industria estrattiva in Polonia.

## Biografia

### Giovinezza
Stanisław Staszic era nato in una famiglia borghese della città di Piła il 6 novembre 1755, il minore di 4 fratelli. Suo padre, Wawrzyniec Staszic, fu sindaco di Piła e segretario reale.
Staszic frequentò la scuola secondaria a Wałcz. Studiò teologia e si diplomò alla scuola gesuita di Poznań nel 1778 e fu ordinato sacerdote. Tra il 1779 e il 1781 proseguì gli studi in Francia al Collège de France, dove frequentò lezioni di Fisica e Storia naturale.
Al suo ritorno in Polonia nel 1781, accettò l'incarico di tutore nella casa del Gran Cancelliere Andrzej Zamoyski. Nel 1782 ricevette il dottorato dalla Accademia Zamojski. Tradusse alcune opere dal francese al polacco e lavorò per breve tempo all'Accademia come insegnante di francese.

### Riformatore

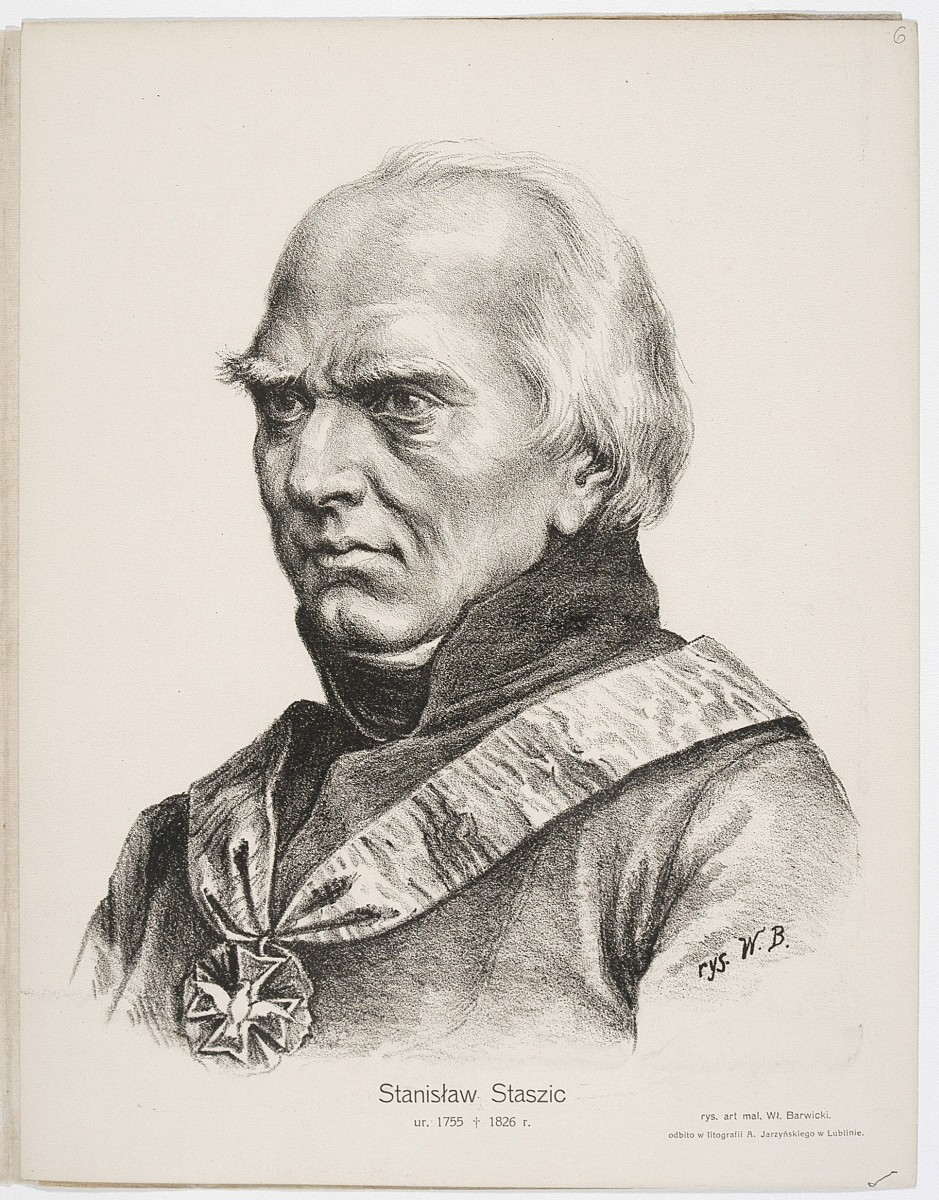
Ritratto di Staszic di W. Barwicki

Il suo volume riguardante "considerazioni sulla vita di Jan Zamoyski" (Uwagi nad życiem Jana Zamoyskiego, 1787), pubblicato anonimo alla vigilia del Grande Sejm, trasformò il quasi sconosciuto tutore in uno dei principali pensatori politici della Confederazione della fine del XVIII secolo. Divenne un modello per altre opere simili e iniziò così un'ondata di libri e pamphlet politici senza precedenti nella storia dello stato. Fu ristampato numerose volte e anche da editori senza autorizzazione.
Nel suo libro su Zamoyski, Staszic in realtà non trattava della vita di Jan Zamoyski (1542–1605, uno dei principali statisti della storia polacca); piuttosto indicava la necessità delle riforme e che Zamoyski aveva già proposto o promosso molte di esse due secoli prima. Staszic fu dunque un forte fautore delle riforme e appassionato difensore degli interessi delle classi inferiori. Proponeva l'abolizione della Servitù della gleba e il miglioramento della vita dei contadini. Criticava la szlachta (la nobiltà polacca) per l'inefficienza del sistema di governo del paese derivato dalla Libertà dorata.
Sosteneva che fosse necessario un piccolo aumento delle tasse per poter formare un esercito di 100 000 uomini che potesse almeno competere con gli eserciti degli stati confinanti. Sebbene preferisse la forma repubblicana in teoria, affermava che nella situazione della Confederazione di quel tempo fosse necessario un rafforzamento della potere centrale (del re), in linea con quanto accadeva in altri stati europei. Sempre nel libro su Zamoyski, si disse addirittura a favore dell'introduzione di una monarchia assoluta in Polonia.
Staszic fu un appassionato osservatore dei lavori del Grande Sejm, trascorrendo molto tempo a Varsavia dall'inizio dell'attività dell'assemblea nel 1788. Continuò a pubblicare nuovi libri e pamphlet. Il suo libro Przestrogi dla Polski z teraźniejszych politycznych Europy związków i z praw natury wypadające przez pisarza uwag nad życiem Jana Zamoyskiego (titolo traducibile come "Avvertimenti per la Polonia, provenienti dalla politica europea attuale e leggi naturali, dallo scrittore delle considerazioni sulla vita di Jan Zamoyski", 1790), insieme con il precedente Considerazioni sono considerati tra i lavori più influenti dell'Illuminismo polacco. Negli Avvertimenti, criticava i magnati di Polonia e Lituania, gli ordini monastici e l'istituzione della servitù della gleba e proponeva diritto di voto per gli abitanti dei paesi. Sebbene non fosse membro del Sejm era un osservatore influente e per i suoi scritti di quel periodo, molto letti e discussi, è riconosciuto tra i padri fondatori della Costituzione di maggio del 3 maggio 1791.

Durante il biennio 1790–1791 accompagnò la famiglia Zamoyski in un viaggio all'estero e continuò a fungere da consigliere per la famiglia, sebbene i suoi rapporti con i figli (Aleksander August Zamoyski, Stanisław Kostka Zamoyski) fossero divenuti tesi. Sostenne la rivolta di Kościuszko del 1794, un tentativo di liberare Polonia e Lituania dall'influenza dell'Impero russo dopo la seconda spartizione della Polonia del 1793, donando denaro per la causa dei rivoltosi. Al termine della rivolta - che non ebbe successo - accompagnò la famiglia in un viaggio a Vienna. Fece anche alcuni fortunati investimenti finanziari, anche nel mercato azionario. Funse da "consulente economico" per le famiglie Zamoyski e Sapieha, investì sulle loro proprietà e prestò loro del denaro.

### L'ultimo periodo

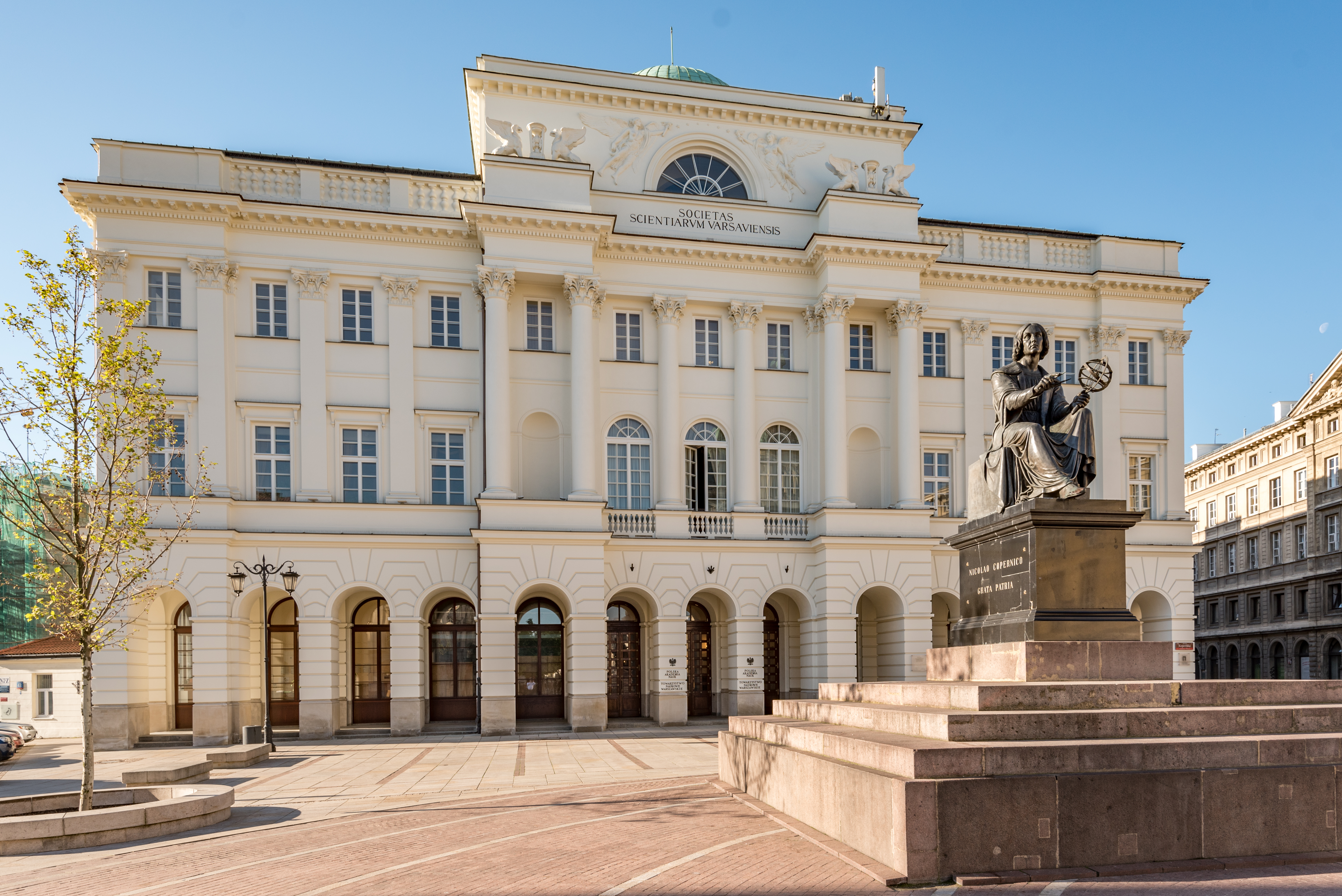
Accademia polacca delle scienze (Palazzo Staszic), Varsavia

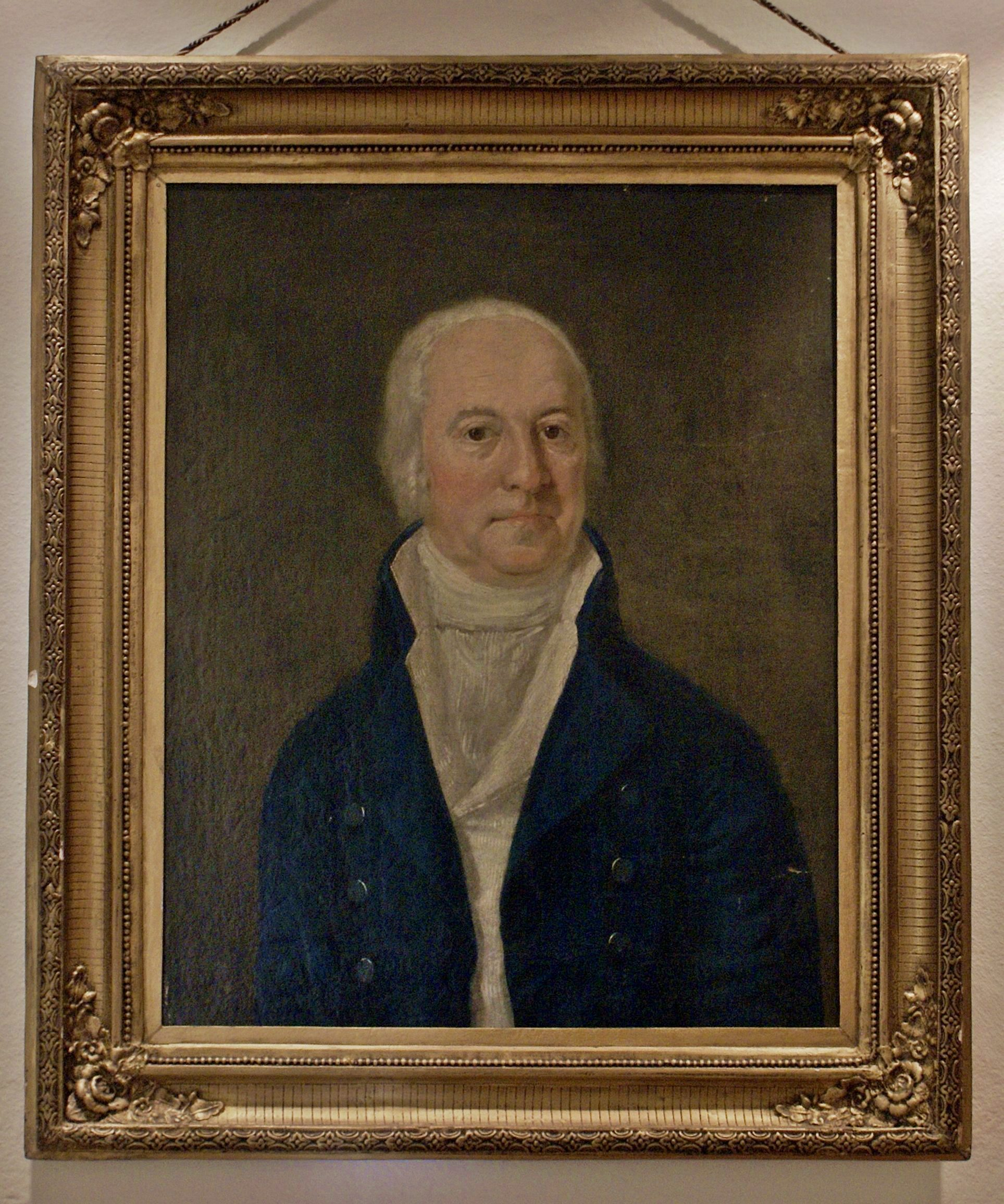
Staszic, anni 1820

Dopo le spartizioni della Polonia, in cui Russia, Prussia e Austria si divisero il territorio della Confederazione, Staszic fu attivo in molte iniziative di ambito scientifico ed educativo. Studiò la geologia dei Carpazi. Nel 1800 fondò insieme ad altri la Towarzystwo Przyjaciół Nauk (TPN, "Società degli amici della cultura") a Varsavia; dal 1802 ne fu uno dei membri più attivi. Nel 1804 andò in Francia dove osservò le riforme introdotte da Napoleone. Al ritorno in Polonia, nel 1805, trascorse un periodo su monti Tatra, dove continuò i suoi studi di geologia e ne condusse altri di etnografia. Lavorò con Jan Chrystian Hoffmann a una mappa geologica della Polonia. Nel Ducato di Varsavia lavorò con il ministero dell'educazione (Izba Edukacyjna Księstwa Warszawskiego) e fu coinvolto in numerose riforme ed iniziative dell'ambito dell'istruzione. Lavorò anche per breve tempo con il ministero del tesoro.
Dal 1808 fu presidente della Società degli amici della cultura, precursore dell'Accademia polacca delle scienze (Polska Akademia Nauk); sarebbe poi stato eletto varie volte come presidente fino alla morte. Nel 1808 ebbe un incarico di controllo sull'operato del Concilio di stato (Rada Stanu) del ducato; nel 1810 ne divenne membro effettivo. Nel Concilio, fu impegnato in questioni riguardanti l'educazione e l'economia. Come presidente della TPN fu attivo in molte iniziative per la diffusione e la divulgazione della scienza in Polonia. Sorvegliò i lavori di costruzione dell'edificio della sede della TPN, che poi divenne noto come "Palazzo Staszic".
Dal 1814 sostenne l'Impero russo, visto in un'ottica panslavista come alleato della Polonia e favorì l'idea di una grande monarchia per tutti i popoli slavi. Dopo la caduta del ducato di Varsavia, nel 1815 divenne membro del governo del Regno del Congresso (nuovo stato creato in unione personale con la Russia), inizialmente nel nuovo ministero della educazione e della religione e nel 1816 come viceministro. Nel 1815 fu decorato con l'Ordine di San Stanislao. Nel 1819 fu promotore di una controversa legge sulla censura, il che danneggiò la sua immagine.
La sua traduzione del 1815 dell'Iliade di Omero non incontrò critiche positive. Negli anni 1816–20 pubblicò molti dei suoi scritti nell'opera Dzieła ("opere"). I volumi 7–9 comprendevano Ród Ludzki. Poema Dydaktyczne ("umanità: un poema didattico"), un gigantesco saggio filosofico e poema considerato un importante contributo alla storia della filosofia polacca. Comunque l'opera a causa della nuova legge sulla censura non fu distribuita e molte delle copie vennero alla fine distrutte.
Staszic compì anche studi sull'educazione e sul comportamento umano. Alcune delle sue teorie lo resero un precursore dell'evoluzionismo nell'ambito delle scienze naturali e sociali. Nei suoi saggi sulla natura umana, egli si dimostrò a favore del primato della scienza e fu relativamente critico sull'influenza della religione. Queste vedute gli valsero alcune critiche, poiché era visto come un prete che avesse abbandonato la religione.
Dal 1816 lavorò alla ricerca mineraria e promosse attivamente lo sviluppo industriale in Polonia. Fu uno dei primi a capire l'importanza del carbone e promosse lo sviluppo di progetti connessi alla metallurgia: miniere, lavorazione dello zinco, acciaierie. Fu inoltre coinvolto nello sviluppo della lavorazione della ceramica e delle industrie tessili e nel migliorare le infrastrutture di trasporto (strade, canali). Scoprì dei depositi di carbone a Dąbrowa Górnicza, dove iniziò la costruzione di una miniera di carbone. Tra il 1816 e il 1824 fu de facto ministro dell'industria del Regno del Congresso (il titolo ufficiale era "direttore del Dipartimento del commercio, artigianato e industria") e iniziò la costruzione della Staropolski Okręg Przemysłowy ("vecchia regione industriale polacca"). Poiché i suoi progetti non portavano a un ritorno in tempi brevi, fu oggetto di critiche e alla fine si dimise dal suo incarico nel 1824.
Nel 1816 fondò la Società agraria di Hrubieszow (Hrubieszowskie Towarzystwo Rolnicze), considerata da alcuni come la prima cooperativa della Polonia.
Morì a Varsavia il 20 gennaio 1826. Al suo funerale parteciparono 20 000 persone, incluso il viceré del Regno del Congresso, Józef Zajączek. Fu sepolto nel cimitero monastero camaldolese a Cracovia. Il suo testamento lasciò la sua proprietà di Hrubieszów alle persone che vi abitavano e le sue ricchezze a varie iniziative filantropiche.

## Vita privata
Staszic fu ricordato dai suoi contemporanei come persona solitaria e con cui era difficile fare amicizia. È stato anche scritto che, sebbene avesse raggiunto un significativo livello di benessere economico, vestiva con abiti vecchi e usava una vecchia carrozza. Fu comunque ampiamente rispettato dai suoi contemporanei.

## Riconoscimenti
- Ordine di San Stanislao[15]
- Cavaliere dell'Ordine dell'Aquila Bianca

Gli sono state intitolate circa 200 scuole e l'Akademia Górniczo-Hutnicza di Cracovia, una delle principali università tecniche della Polonia, che conta, tra le altre, varie facoltà dedicate agli studi sull'industria estrattiva.

## Opere
Le sue opere più celebri sono:
- Uwagi nad życiem Jana Zamojskiego ("Considerazioni sulla vita di Jan Zamojski", 1787)
- Przestrogi dla Polski ("Avvertimenti per la Polonia", 1790)